# Cserna János (író)
Udvardi Cserna János (Cherna János, 18. század – 19. század) katonai szakíró.

## Élete
Életéről további információ nem áll rendelkezésre. Két munkája jelent meg nyomtatásban:

## Művei
- Regulamentum a felkelő nemesség számára. Pest, 1809. (Öt darab, műszótárral.)
- A szolgálat s gyakorlás regulamentuma az erdélyi felkelő nemesség lovasságának számára. Kolozsvár, 1810.